# 燕子石斛
燕子石斛（学名：Dendrobium equitans），又名燕石斛、套叶石斛，为兰科石斛属下的一种多年生草本植物，分佈于臺灣和菲律賓。花為单朵，呈乳白色，花瓣卵状披针形，其莖直立，高度最多可達40厘米，叶肉质、互生，長度在4至7厘米之間。